# Ratko Radovanović
Ratko Radovanović fue un jugador de baloncesto serbio. Con 2,08 de estatura, ocupaba la posición de pívot. Nació el 16 de octubre de 1956, en Nevesinje, RFS Yugoslavia. Consiguió nueve medallas en competiciones oficiales con Yugoslavia.

## Clubes
- 1977-1983 Bosna
- 1983-1986 Stade Français
- 1986-1990  Reyer Venezia

## Palmarés
- Liga de Yugoslavia: 3

Bosna Sarajevo: 1977-78, 1979-80, 1982-83
- Copa de Yugoslavia: 2

Bosna Sarajevo: 1978, 1984
- Euroliga: 1

Bosna Sarajevo: 1979.
- Inducido en el Salón de la Fama de la FIBA en 2025.[1]